# NGC 4779
NGC 4779 (również PGC 43837 lub UGC 8022) – galaktyka spiralna z poprzeczką (SBbc), znajdująca się w gwiazdozbiorze Panny. Odkrył ją William Herschel 15 kwietnia 1784 roku.